# Tadd Dameron
 (décembre 2013).
Si vous disposez d'ouvrages ou d'articles de référence ou si vous connaissez des sites web de qualité traitant du thème abordé ici, merci de compléter l'article en donnant les références utiles à sa vérifiabilité et en les liant à la section « Notes et références ».
Pour les articles homonymes, voir Dameron.
Tadley Ewing Peake Dameron, plus connu sous le nom de Tadd Dameron était un pianiste, compositeur et arrangeur de jazz américain. Il est un musicien représentatif du style bebop.
Un bon nombre de ses compositions sont devenues des standards de jazz. Citons Our Delight, Hot House, Good Bait, Lady Bird et la ballade If you Could See Me Now.

## Biographie
Né en 1917, Tadd Dameron commence sa carrière pendant l'ère du swing, travaillant dans les orchestres de Zack Whyte (en) et Blanche Calloway.
Il écrit des arrangements pour les orchestres « swing » de Vido Musso, Harlan Leonard, Jimmie Lunceford, Count Basie et Billy Eckstine, la chanteuse Sarah Vaughan et le big band bebop de Dizzy Gillespie (1945-1947).
Dans les années 1940, avec Bud Powell, Dizzy Gillespie, Charlie Parker ou Thelonious Monk, il fréquente la pianiste et compositrice Mary Lou Williams, qui lui donne des conseils et accompagne cette nouvelle génération de musiciens, qu'elle invite à son émission de radio hebdomadaire sur WNEW, Mary Lou Williams's Piano Workshop.
Il exerce aussi comme pianiste, accompagnant en 1947 le chanteur Babs Gonzales, puis dirigeant, de 1948 à 1949, un septet « bop » (où l'on entendra successivement les trompettistes Fats Navarro et Miles Davis).
En 1949, il part en tournée en Europe avec un groupe qu'il codirige avec Miles Davis. En mai, on peut les entendre au Festival de Jazz de Paris.
De retour aux États-Unis, il travaille pendant un an comme arrangeur pour l'orchestre du clarinettiste Artie Shaw. De 1951 à 1952, il est pianiste et arrangeur dans l'orchestre de rhythm and blues de Bull Moose Jackson. En, 1953, il dirige un « nonet » dans lequel on peut entendre Clifford Brown et Philly Joe Jones.
Malheureusement, son addiction à la drogue l'écarte souvent du monde de la musique. Il passe même la plus grande partie des années 1959-1961 en prison.
Libéré, il écrit pour Sonny Stitt, Blue Mitchell, Milt Jackson, Benny Goodman... Il enregistre encore quelques disques sous son nom, mais, atteint d'un cancer, il doit réduire son activité.
Il meurt en mars 1965.

## Discographie
- 1948 : The Dameron Band (avec Fats Navarro) (Blue Note Records)
- 1949 : Anthropology (Spotlite)
- 1949 : Cool Boppin´ (Fresh Sound) avec Miles Davis, Kai Winding, Sahib Shihab, Kenny Clarke
- 1949 : The Miles Davis and Dameron Quartet in Paris - Paris Festival International de Jazz, Mai 1949 (Columbia)
- 1953 : A Study in Dameronia (Prestige Records)
- 1956 : Fontainebleau (Prestige Records)
- 1956 : Mating Call  (Prestige Records)
- 1962 : The Magic Touch avec Bill Evans (Riverside Records)

Compilation posthume
- 1995 : The Complete Blue Note and Capitol Recordings of Fats Navarro and Tadd Dameron (Blue Note Records)